# Éditions du Cerf

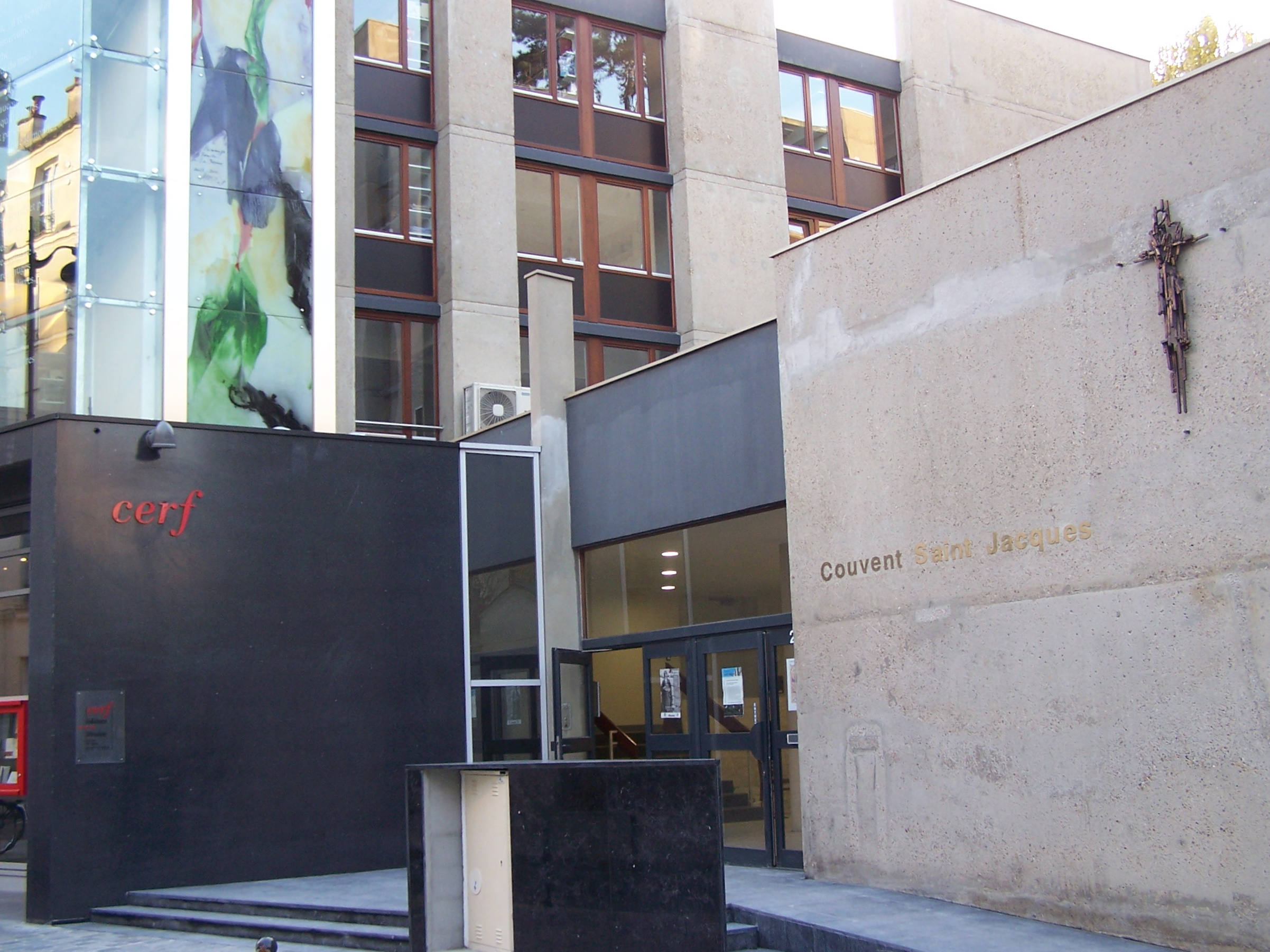
Couvent Saint-Jacques de Paris, Verlagssitz seit 2011

Die Éditions du Cerf ist ein französisches Verlagshaus mit Sitz in Paris, das auf die Herausgabe religiöser Literatur spezialisiert ist und vom Dominikanerorden geleitet wird. Der Name des Verlags (französisch: cerf = Hirsch) verweist auf einen Vers der Psalmen: „Wie der Hirsch lechzt nach frischem Wasser, so schreit meine Seele, Gott, zu dir.“ (Ps 42,2 )

## Geschichte
Der Verlag wurde 1929 infolge eines ausdrücklichen Wunsches von Papst Pius XI. von Marie-Vincent Bernadot (1883–1941), einem Dominikanerpater, gegründet. Dieser hatte bereits 1919 die Zeitschrift La Vie Spirituelle gegründet. Damit verfolgte er das Ziel, die christliche Spiritualität wieder zu den wahren Quellen, der Heiligen Schrift, den Kirchenvätern und den Mystikern des Mittelalters zurückzuführen. Zusammen mit Intellektuellen wie Jacques Maritain gründete er 1928 die Zeitschrift La Vie Intellectuelle, um ein Gegengewicht zur nationalistischen Bewegung Action française und zum Marxismus zu schaffen.
Das Ziel des Verlags war es, „die Ereignisse im unbeirrbaren Lichte eines Christentums zu beurteilen, das sich nicht dem Zeitgeist unterwirft, sondern die Wahrheit erstrahlen lässt und die Botschaft Christi gegen die Verdunklung durch den Alltag, die Vorsicht und faule Kompromisse erklingen lässt“. So entstanden am 11. Oktober 1929 in Juvisy-sur-Orge die Éditions du Cerf. Im Januar 1937 zog der Verlag in das Haus des Dominikanerordens in Paris.